# Championnat de Suisse de hockey sur glace 2025-2026
Saison précédente Saison suivante
La saison 2025-2026 est la 117e du championnat de Suisse de hockey sur glace.

## National League

### Contexte
La saison régulière débute le 9 septembre 2025 et se termine le 9 mars 2026.
Les équipes classée de la 1re à la 6e places sont directement qualifiées pour les play-offs. Les équipes classées de la 7e à la 10e places s'affrontent en play-in pour les deux dernières places des séries finales. 
Les équipes classées aux 11e et 12e ne participent à aucune série post saison régulière. Les deux équipes en fin de classement s'affrontent en play-out pour déterminé laquelle d'entre elles affronte le champion de SL dans la finales de promotion/relégation.

### Participants
| Équipe                    | Bilan 2024-2025 | Entraîneur           | Depuis | Capitaine       | Ville (canton)              | Patinoire                     | Capacité | Dernière promotion |
| ------------------------- | --------------- | -------------------- | ------ | --------------- | --------------------------- | ----------------------------- | -------- | ------------------ |
| HC Ajoie                  | NL Q.           | Greg Ireland (de)    | 2024   |                 | Porrentruy (Jura)           | Raiffeisen Arena              | 5 178    | 2021               |
| HC Ambrì-Piotta           | Préplay-off     | Luca Cereda          | 2017   |                 | Ambrì et Piotta (Tessin)    | Gottardo Arena                | 6 775    | 1985               |
| CP Berne                  | 1/4 finale      | Jussi Tapola (en)    | 2023   |                 | Berne (Berne)               | PostFinance Arena             | 17 031   | 1986               |
| HC Bienne                 | 11e             | Martin Filander (sv) | 2024   |                 | Bienne (Berne)              | Tissot Arena                  | 6 436    | 2008               |
| HC Davos                  | 1/2 finale      | Joshua Holden        | 2023   |                 | Davos (Grisons)             | zondacrypto-Arena             | 6 547    | 1993               |
| HC Fribourg-Gottéron      | 1/2 finale      | Lars Leuenberger     | 2024   | Julien Sprunger | Fribourg (Fribourg)         | BCF-Arena                     | 9 194    | 1980               |
| Genève-Servette HC        | 12e             | Yorick Treille       | 2024   | Noah Rod        | Genève (Genève)             | Patinoire des Vernets         | 7 135    | 2002               |
| EHC Kloten                | 1/4 finale      | Lauri Marjamäki      | 2024   |                 | Kloten (Zurich)             | Swiss Arena                   | 7 454    | 2022               |
| SC Langnau Tigers         | Play-in         | Thierry Paterlini    | 2022   | Harri Pesonen   | Langnau im Emmental (Berne) | Emmental Versicherung Arena   | 6 000    | 2015               |
| Lausanne HC               | Finale          | Geoff Ward           | 2022   |                 | Lausanne (Vaud)             | Vaudoise aréna                | 9 600    | 2013               |
| HC Lugano                 | Play-out        | Tomas Mitell (sv)    | 2025   |                 | Lugano (Tessin)             | Cornèr Arena                  | 6 733    | 1983               |
| SC Rapperswil-Jona Lakers | Play-in         | Johan Lundskog       | 2024   |                 | Rapperswil (Saint-Gall)     | St. Galler Kantonalbank Arena | 6 100    | 2018               |
| EV Zoug                   | 1/4 finale      | Michael Liniger      | 2025   | Jan Kovář       | Zoug (Zoug)                 | Bossard Arena                 | 7 700    | 1987               |
| ZSC Lions                 | Champion        | Marco Bayer          | 2024   | Patrick Geering | Zurich (Zurich)             | Swiss Life Arena              | 12 000   | 1989               |

| Ajoie Ambrì-Piotta Berne Bienne Davos Fribourg-Gottéron Genève-Servette Kloten Langnau Lausanne Lugano Rapperswil-Jona Zoug Zurich |

### Saison régulière

#### Classement
| Clt   | Équipe                    | PJ | V | VP | VF | D | DP | DF | BP | BC | Diff | Pts |
| ----- | ------------------------- | -- | - | -- | -- | - | -- | -- | -- | -- | ---- | --- |
| +001, | HC Ajoie                  | 0  | 0 | 0  | 0  | 0 | 0  | 0  | 0  | 0  | 0    | 0   |
| +002, | HC Ambrì-Piotta           | 0  | 0 | 0  | 0  | 0 | 0  | 0  | 0  | 0  | 0    | 0   |
| +003, | CP Berne                  | 0  | 0 | 0  | 0  | 0 | 0  | 0  | 0  | 0  | 0    | 0   |
| +004, | HC Bienne                 | 0  | 0 | 0  | 0  | 0 | 0  | 0  | 0  | 0  | 0    | 0   |
| +005, | HC Davos                  | 0  | 0 | 0  | 0  | 0 | 0  | 0  | 0  | 0  | 0    | 0   |
| +006, | HC Fribourg-Gottéron      | 0  | 0 | 0  | 0  | 0 | 0  | 0  | 0  | 0  | 0    | 0   |
| +007, | Genève-Servette HC        | 0  | 0 | 0  | 0  | 0 | 0  | 0  | 0  | 0  | 0    | 0   |
| +008, | EHC Kloten                | 0  | 0 | 0  | 0  | 0 | 0  | 0  | 0  | 0  | 0    | 0   |
| +009, | SC Langnau Tigers         | 0  | 0 | 0  | 0  | 0 | 0  | 0  | 0  | 0  | 0    | 0   |
| +010, | Lausanne HC               | 0  | 0 | 0  | 0  | 0 | 0  | 0  | 0  | 0  | 0    | 0   |
| +011, | HC Lugano                 | 0  | 0 | 0  | 0  | 0 | 0  | 0  | 0  | 0  | 0    | 0   |
| +012, | SC Rapperswil-Jona Lakers | 0  | 0 | 0  | 0  | 0 | 0  | 0  | 0  | 0  | 0    | 0   |
| +013, | EV Zoug                   | 0  | 0 | 0  | 0  | 0 | 0  | 0  | 0  | 0  | 0    | 0   |
| +014, | ZSC Lions (T)             | 0  | 0 | 0  | 0  | 0 | 0  | 0  | 0  | 0  | 0    | 0   |

- En gras : Qualifié directement pour les play-offs
- En italique : En play-In pour désigner les rangs 7 et 8
- En italique : En play-out

## Swiss League

### Contexte
La saison régulière se déroule du 9 septembre 2025 au 21 février 2026,
chaque équipe disputant 50 matchs. Les équipes classées de 1re à 8e,  sont qualifiés pour les séries éliminatoires, débutant le 24 février 2026. Pour les équipes classées de 9e à 11e, la saison est terminée.
Le champion de Swiss League est qualifié pour le barrage de promotion contre le perdant des play-outs de NL, pour autant qu'il remplisse les critères de la ligue.

### Participants
| Équipe                | Bilan 2024-2025   | Entraîneur              | Depuis | Ville             | Patinoire                  | Capacité |
| --------------------- | ----------------- | ----------------------- | ------ | ----------------- | -------------------------- | -------- |
| HC Arosa              | Finaliste de MyHL | Rolf Schrepfer          | 2020   | Arosa             | SKZ Arosa (de)             | 2 200    |
| HC Bâle               | Finale            | Eric Himelfarb          | 2022   | Bâle              | Arena Saint-Jacques        | 6 612    |
| GDT Bellinzona Snakes | 10e               | Nicola Pini             | 2024   | Bellinzone        | Centro Sportivo Bellinzona | 2 200    |
| HC La Chaux-de-Fonds  | 1/4               | Louis Matte (en)        | 2022   | La Chaux-de-Fonds | Patinoire des Mélèzes      | 5 225    |
| HC Coire              | 1/4 finale        | Reto von Arx            | 2021   | Coire             | Thomas Domenig Stadion     | 2 990    |
| GCK Lions             | 1/4 finale        | Peter Andersson         | 2024   | Küsnacht          | KEK Küsnacht               | 1 662    |
| HC Olten              | 1/2 finale        | Christian Wohlwend (de) | 2024   | Olten             | Kleinholz                  | 5 384    |
| HC Sierre             | 1/4 finale        | Chris McSorley          | 2025   | Sierre            | Patinoire de Graben        | 3 648    |
| HC Thurgovie          | 1/2 finale        | Anders Olsson (de)      | 2024   | Weinfelden        | Güttingersreuti (de)       | 2 880    |
| HC Viège              | Champion          | Luca Gianinazzi (it)    | 2025   | Viège             | Lonza Arena                | 5 000    |
| EHC Winterthour       | 9e                | Markus Studer           | 2025   | Winterthour       | Zielbau Arena (de)         | 2 996    |

| Bâle Bellinzona La Chaux-de-Fonds GCK Lions Coire Olten Sierre Thurgovie Viège Winterthour Arosa |

### Saison régulière

#### Classement
| Clt   | Équipe                | PJ | V | VP | VF | D | DP | DF | BP | BC | Pts |
| ----- | --------------------- | -- | - | -- | -- | - | -- | -- | -- | -- | --- |
| +001, | HC Arosa (P)          | 0  | 0 | 0  | 0  | 0 | 0  | 0  | 0  | 0  | -   |
| +002, | HC Bâle               | 0  | 0 | 0  | 0  | 0 | 0  | 0  | 0  | 0  | -   |
| +003, | GDT Bellinzona Snakes | 0  | 0 | 0  | 0  | 0 | 0  | 0  | 0  | 0  | -   |
| +004, | HC La Chaux-de-Fonds  | 0  | 0 | 0  | 0  | 0 | 0  | 0  | 0  | 0  | -   |
| +005, | HC Coire              | 0  | 0 | 0  | 0  | 0 | 0  | 0  | 0  | 0  | -   |
| +006, | GCK Lions             | 0  | 0 | 0  | 0  | 0 | 0  | 0  | 0  | 0  | -   |
| +007, | HC Olten              | 0  | 0 | 0  | 0  | 0 | 0  | 0  | 0  | 0  | -   |
| +008, | HC Sierre             | 0  | 0 | 0  | 0  | 0 | 0  | 0  | 0  | 0  | -   |
| +009, | HC Thurgovie          | 0  | 0 | 0  | 0  | 0 | 0  | 0  | 0  | 0  | -   |
| +010, | HC Viège (T)          | 0  | 0 | 0  | 0  | 0 | 0  | 0  | 0  | 0  | -   |
| +011, | EHC Winterthour       | 0  | 0 | 0  | 0  | 0 | 0  | 0  | 0  | 0  | -   |

- En gras : qualifié pour les play-off

## MySports League

### Contexte
La saison régulière débute le 13 septembre 2025 pour un total de 30 matchs disputés, par équipe. Le 7 février 2026 se dispute la dernière journée de la saison régulière. Les six meilleures équipes de la saison régulière sont directement qualifiées pour les play-offs, qui débuteront le 21 février 2026 et se joueront au meilleur des cinq matchs. Les équipes classées aux rangs 7 à 10 disputeront des play-ins pour les deux dernières places en play-offs. Pour autant qu’il remplisse les critères de promotion, le champion de MHL est directement promu en Swiss League. Aucune équipe ne sera reléguée cette saison.

### Participants
| Équipe                    | Ville        | Patinoire               |
| ------------------------- | ------------ | ----------------------- |
| EHC Bülach                | Bülach       | Sportzentrum Hirslen    |
| EHC Dübendorf             | Dübendorf    | Im Chreis               |
| HC Franches-Montagnes     | Saignelégier | Centre de Loisirs       |
| EHC Frauenfeld            | Frauenfeld   | Kunsteisbahn Frauenfeld |
| Hockey Huttwil            | Huttwil      | Campus-Perspektiven     |
| SC Langenthal             | Langenthal   | Eishalle Schoren        |
| SC Lyss                   | Lyss         | Seelandhalle            |
| PIKES EHC Oberthurgau (P) | Romanshorn   | EZ Oberthurgau          |
| EHC Seewen                | Seewen (de)  | Stadion Zingel          |
| EHC Thun                  | Thoune       | Grabengut               |
| EHC Wetzikon              | Wetzikon     | KEB Wetzikon            |

| Dübendorf Bülach Romanshorn Saignelégier Frauenfeld Wetzikon Huttwil Langenthal Lyss Seewen SZ Thoune |

### Saison régulière

#### Classement
Date de mise à jour : 3 juin 2025
| Clt   | Équipe                    | PJ | V | VP | VF | D | DP | DF | BP | BC | Diff | Pts |
| ----- | ------------------------- | -- | - | -- | -- | - | -- | -- | -- | -- | ---- | --- |
| +001, | EHC Bülach                | 0  | 0 | 0  | 0  | 0 | 0  | 0  | 0  | 0  | 0    | 0   |
| +002, | EHC Dübendorf             | 0  | 0 | 0  | 0  | 0 | 0  | 0  | 0  | 0  | 0    | 0   |
| +003, | HC Franches-Montagnes     | 0  | 0 | 0  | 0  | 0 | 0  | 0  | 0  | 0  | 0    | 0   |
| +004, | EHC Frauenfeld            | 0  | 0 | 0  | 0  | 0 | 0  | 0  | 0  | 0  | 0    | 0   |
| +005, | Hockey Huttwil            | 0  | 0 | 0  | 0  | 0 | 0  | 0  | 0  | 0  | 0    | 0   |
| +006, | SC Langenthal             | 0  | 0 | 0  | 0  | 0 | 0  | 0  | 0  | 0  | 0    | 0   |
| +007, | SC Lyss                   | 0  | 0 | 0  | 0  | 0 | 0  | 0  | 0  | 0  | 0    | 0   |
| +008, | PIKES EHC Oberthurgau (P) | 0  | 0 | 0  | 0  | 0 | 0  | 0  | 0  | 0  | 0    | 0   |
| +009, | EHC Seewen                | 0  | 0 | 0  | 0  | 0 | 0  | 0  | 0  | 0  | 0    | 0   |
| +010, | EHC Thun                  | 0  | 0 | 0  | 0  | 0 | 0  | 0  | 0  | 0  | 0    | 0   |
| +011, | EHC Wetzikon              | 0  | 0 | 0  | 0  | 0 | 0  | 0  | 0  | 0  | 0    | 0   |

- En gras qualifié pour les play-off
- En italique :qualifié pour les préplay-off
- En italique : En play-out

## 1religue

### Groupe Est
| Équipe                   | Ville        | Patinoire                    |
| ------------------------ | ------------ | ---------------------------- |
| Argovia Stars            | Aarau        | KEB Brügglifeld              |
| EC Wil (T)               | Wil          | Sportpark Bergholz           |
| EHC Burgdorf             | Berthoud     | Localnet-Arena               |
| EHC Wallisellen          | Wallisellen  | Winter World Walliselen      |
| GDT Bellinzona (R)       | Bellinzone   | Centro Sportivo              |
| HC Lucerne               | Lucerne      | Regionales-Eiszentrum Luzern |
| HC Prättigau-Herrschaft  | Grüsch       | Eishalle Grüsch              |
| SC Küssnacht am Rigi (P) | Küssnacht SZ | Rigi Halle                   |
| Red Lions Reinach        | Reinach      | Kunsteisbahn Oberwynental    |
| SC Herisau               | Herisau      | Sportzentrum Herisau         |
| SC Rheintal              | Widnau       | Sportzentrum Widnau          |

| Aarau Berthoud Bellinzone Herisau Lucerne Küssnacht Grüsch Reinach Widnau Wallisellen Wil |

#### Classement
Date de mise à jour : 3 juin 2025
| Clt   | Équipe                   | PJ | V | VP | D | DP | BP | BC | Diff | Pts |
| ----- | ------------------------ | -- | - | -- | - | -- | -- | -- | ---- | --- |
| +001, | Argovia Stars            | 0  | 0 | 0  | 0 | 0  | 0  | 0  | 0    | 0   |
| +002, | EHC Burgdorf             | 0  | 0 | 0  | 0 | 0  | 0  | 0  | 0    | 0   |
| +003, | GDT Bellinzona (R)       | 0  | 0 | 0  | 0 | 0  | 0  | 0  | 0    | 0   |
| +004, | SC Herisau               | 0  | 0 | 0  | 0 | 0  | 0  | 0  | 0    | 0   |
| +005, | HC Lucerne               | 0  | 0 | 0  | 0 | 0  | 0  | 0  | 0    | 0   |
| +006, | SC Küssnacht am Rigi (P) | 0  | 0 | 0  | 0 | 0  | 0  | 0  | 0    | 0   |
| +007, | HC Prättigau-Herrschaft  | 0  | 0 | 0  | 0 | 0  | 0  | 0  | 0    | 0   |
| +008, | Red Lions Reinach        | 0  | 0 | 0  | 0 | 0  | 0  | 0  | 0    | 0   |
| +009, | SC Rheintal              | 0  | 0 | 0  | 0 | 0  | 0  | 0  | 0    | 0   |
| +010, | EHC Wallisellen          | 0  | 0 | 0  | 0 | 0  | 0  | 0  | 0    | 0   |
| +011, | EC Wil (T)               | 0  | 0 | 0  | 0 | 0  | 0  | 0  | 0    | 0   |

- En gras: Qualifié pour les play-off
- En italique: En play-out

### Groupe Ouest
| Équipe                   | Ville      | Patinoire                    |
| ------------------------ | ---------- | ---------------------------- |
| CP Meyrin                | Meyrin     | Patinoire des Vergers        |
| EHC Adelboden            | Adelboden  | Sportarena Adelboden         |
| EHC Raron                | Rarogne    | Raiffeisen Arena Raron       |
| EHC Saastal              | Saas-Grund | Kunsteisbahn Saas-Grund      |
| EHC Wiki-Münsingen       | Wichtrach  | Sagibach Halle               |
| Forward Morges           | Morges     | Patinoire des Eaux Minérales |
| HC Düdingen Bulls        | Guin       | Regionaleisbahn Sense-See    |
| HC Martigny (R)          | Martigny   | Forum d'Octodure             |
| HC Tramelan              | Tramelan   | ArteCad Arena                |
| HC université Neuchâtel  | Neuchâtel  | Patinoire du Littoral        |
| HC Prilly Black Panthers | Prilly     | Patinoire de Malley          |

| Meyrin Adelboden Rarogne Prilly Saas-Grund Guin Morges Tramelan Neuchâtel Martigny Wichtrach |

#### Classement
Date de mise à jour : 3 juin 2025
| Clt   | Équipe                   | PJ | V | VP | D | DP | BP | BC | Diff | Pts |
| ----- | ------------------------ | -- | - | -- | - | -- | -- | -- | ---- | --- |
| +001, | EHC Adelboden            | 0  | 0 | 0  | 0 | 0  | 0  | 0  | 0    | 0   |
| +002, | CP Meyrin                | 0  | 0 | 0  | 0 | 0  | 0  | 0  | 0    | 0   |
| +003, | HC Düdingen Bulls        | 0  | 0 | 0  | 0 | 0  | 0  | 0  | 0    | 0   |
| +004, | Forward Morges           | 0  | 0 | 0  | 0 | 0  | 0  | 0  | 0    | 0   |
| +005, | HC université Neuchâtel  | 0  | 0 | 0  | 0 | 0  | 0  | 0  | 0    | 0   |
| +006, | HC Prilly Black Panthers | 0  | 0 | 0  | 0 | 0  | 0  | 0  | 0    | 0   |
| +007, | EHC Raron                | 0  | 0 | 0  | 0 | 0  | 0  | 0  | 0    | 0   |
| +008, | EHC Saastal              | 0  | 0 | 0  | 0 | 0  | 0  | 0  | 0    | 0   |
| +009, | HC Tramelan              | 0  | 0 | 0  | 0 | 0  | 0  | 0  | 0    | 0   |
| +010, | HC Martigny (R)          | 0  | 0 | 0  | 0 | 0  | 0  | 0  | 0    | 0   |
| +011, | EHC Wiki-Münsingen       | 0  | 0 | 0  | 0 | 0  | 0  | 0  | 0    | 0   |

- Qualifié directement pour les play-off
- En play-out